# Sant Cristòfol (Castellbell i el Vilar)
Sant Cristòfol  és una caseria i entitat de població del municipi de Castellbell i el Vilar, a la comarca catalana del Bages.

## Descripció
Està situat a la part occidental del terme en una petita serra, al peu del vessant nord de Montserrat, al marge dret del torrent de Cal Cileta, tributari de la riera de Marganell. La carretera local BV-1122 comunica Sant Cristòfol amb la carretera BV-1123, entre Marganell i el Burés. A través de pistes comunica amb les carreteres comarcals BP-1121 i BP-1103 entre Montserrat i Monistrol. Hi passa el sender de gran recorregut GR-4.
La presideix l'església romànica de Sant Cristòfol.

## Entitat de població
Sant Cristòfol tenia 48 habitants censats el 2006. Celebra la festa major el segon dissabte de Juliol. Aquest poble de pagès, format per un escampall de masies centenàries, està centrat per l'església de Sant Cristòfol (segle xi), d'un romànic primitiu, d'una sola nau i absis d'arcuacions llombardes, molt modificada al segle xvii i restaurada el 1981. És també romànica, del segle xii, l'ermita de Sant Jaume, a l'extrem nord-occidental del terme, prop de Marganell, que va pertànyer al monestir de Santa Cecília de Montserrat i fou restaurada el 1958. Hi té molta anomenada el restaurant Cal Jepet, regentat fins fa uns anys per Jaume Pastallé. Al nord i al sud del poble, respectivament, s'han construït les urbanitzacions del Mas Enric i de Can Prat, en terrenys d'aquestes dues masies.